# 岸川聖也
岸川 聖也（きしかわ せいや, 1987年5月21日 - ）は、日本の卓球選手。168cm、68kg。世界選手権で混合ダブルス、団体、男子ダブルスの銅メダリスト。7大会連続メダル獲得。北京オリンピック、ロンドンオリンピックの卓球日本代表（シングルス、団体）。ロンドン五輪男子初のシングルス5位入賞者。世界ジュニア選手権男子ダブルスの初代金メダリスト。2連覇。アジアジュニア選手権混合ダブルスで日本人初の金メダリスト。東アジアホープス日本シングルス初のメダリスト。段級位は7段。ITTF世界ランキング最高位は男子シングルス16位.U21男子シングルス5位.Jr男子シングルス1位。 TリーグのT.T彩たまで監督を務めた。

## 経歴
福岡県北九州市八幡西区出身。幼い時から地元の石田卓球クラブで研鑚を積む。
北九州市立引野中学校を卒業後故郷を離れ東北にスポーツ留学し、2006年仙台育英学園高等学校卒業。在学中日本人として初めて夏のインターハイの男子シングルスで3連覇を達成した。日本人以外を含めてもインターハイのシングルス3連覇を達成したのは岸川と宋海偉（1997-1999年の3連覇。現吉田海偉）と石川佳純（2008-2010の3連覇）だけである。
2002年より坂本竜介と共にドイツ・ブンデスリーガにてプレーし、高校卒業後は大学には進学せずブンデスリーガ1部に参戦、卓球のプロ選手として活躍。
2003年、世界ジュニア選手権男子ダブルスで初代金メダリストになり、2004年には2連覇を成し遂げた。2005年にもメダルを獲得し3大会連続のメダルとなった。
2008年、世界選手権団体戦で日本代表チームの一員として銅メダルを獲得。続く北京オリンピックにも日本代表と出場し、シングルスで1勝、団体戦で5位入賞。その後、2009年より所属チームをブレーメンから名門のBorussia Düsseldorfに移籍し、2009－2010シーズンにおいて好成績を残すものの、チームの育成方針から退団が発表された。
2009年　横浜で開かれた世界卓球選手権において、水谷隼とのダブルスで銅メダルを獲得。卓球個人種目では男子で97年大会の松下浩二・渋谷浩組以来12年ぶりのメダルである。また、同年10月のイングランドオープンでは格上である陳衛星、陳玘、ティモ・ボルを破りベスト4入りを果たした。
2009年のアジア選手権団体決勝の中国戦にて3番手で出場し、当時世界ランク2位の馬龍をストレートで下す大金星をあげた。しかし、チームは2-3で惜敗した。
2011年　ロッテルダムで開かれた世界卓球選手権において、福原愛との混合ダブルスで銅メダルを獲得。同年のジャパンオープンでは、荘智淵をフルゲームの末に下すと、準決勝で丹羽孝希を、決勝で水谷をそれぞれ圧倒し、優勝を飾っている。これが、岸川のプロツアー初制覇となる。
2012年ロンドンオリンピック男子シングルスに第12シードとして3回戦から登場し、パナギオティス・ギオニス（ギリシャ）を4-3で下すと、4回戦で第7シードの呉尚垠を4-1で下して準々決勝に進出し、第2シードの王皓に0-4で敗れたものの日本の男子選手では史上初のシングルス5位入賞。
2017年7月　ヨロンパナウル王国（与論島）観光大使に就任。
2019年8月からナショナルチームのコーチとしてもワールドツアーに帯同している、2020年の全日本選手権を最後に本格的に指導者の道を歩むことを発表。
2020年1月　全日本卓球選手権大会引退。
2022年3月　Tリーグ　T.T彩たま監督就任。
2025年4月から男子日本代表の監督に就任。

## プレースタイル
ドライブ主戦型。特に、バックハンドの技術は非常に高く、日本の男子卓球選手に影響を与えたほどである。
また、ダブルスでは男子、混合共に実績を残しており、水谷とは長くダブルスを組んでいるためか、非常に相性が良い。

## 在籍チーム経歴

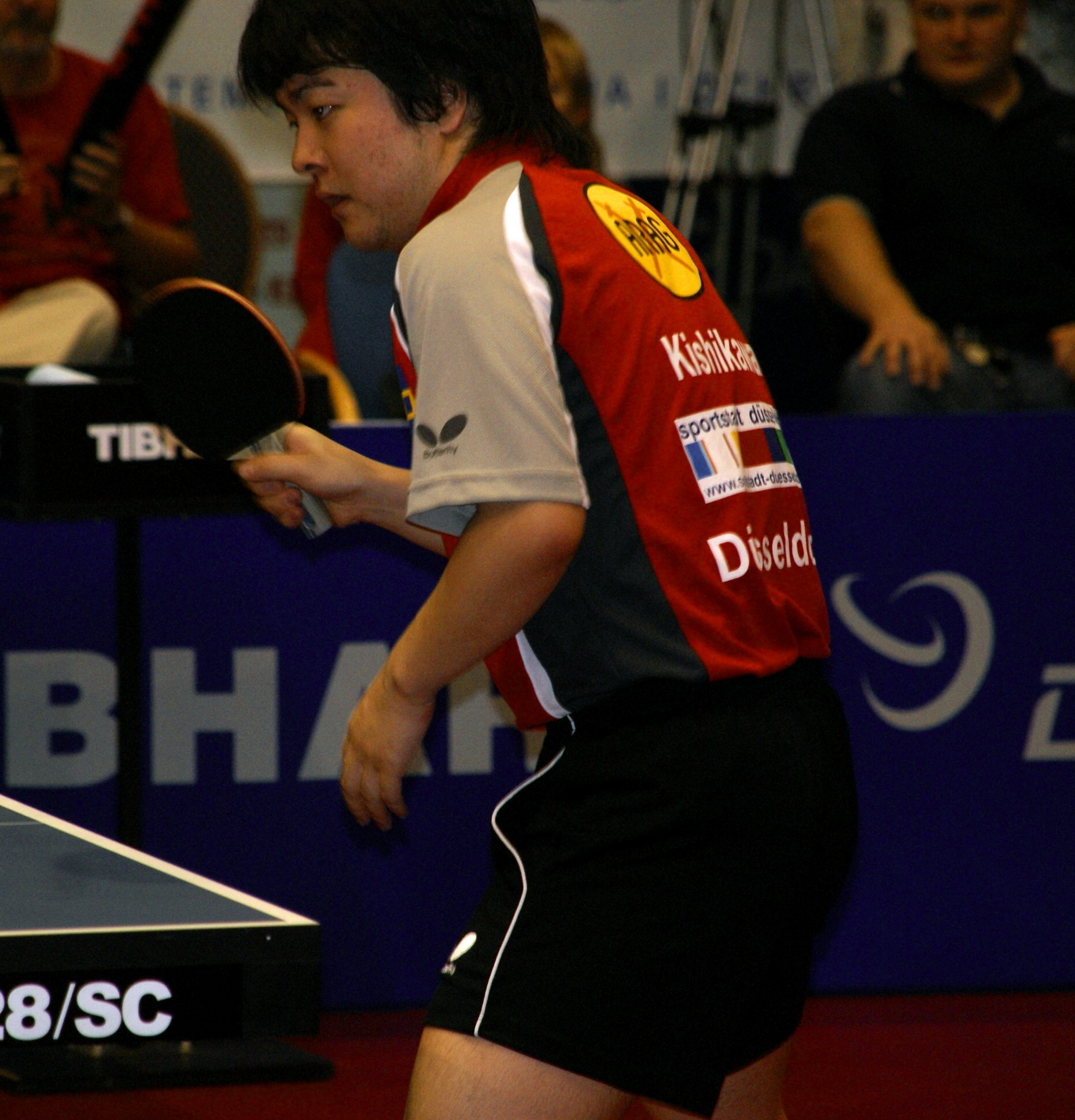
ボルシア・デュッセルドルフの岸川聖也(2009)

- SV Werder Bremen（ヴェルダー・ブレーメン）～2009
- Borussia Düsseldorf（ボルシア・デュッセルドルフ）2009～2010
- TTF LIEBHERR Ochsenhausen（オクセンハオゼン）2010～2011
- Ruhrstadt Herne（ルーアシュタット・ヘルネ）2011～

## 戦績
2003年
- 全国高等学校総合体育大会（インターハイ） 男子シングルス 優勝
- 世界ジュニア卓球選手権 男子ダブルス 優勝（村守実ペア）

2004年
- 全国高等学校総合体育大会（インターハイ） 男子シングルス優勝（2連覇）
- 世界ジュニアサーキットファイナル 男子シングルス 優勝
- 世界ジュニア卓球選手権 男子ダブルス優勝（水谷隼ペア）

2005年
- 平成16年度全日本卓球選手権大会 男子シングルス ベスト4（高校生として52年ぶり）
- 全国高等学校総合体育大会（インターハイ） 男子シングルス 優勝（3連覇）

2007年
- 平成18年度全日本卓球選手権大会 男子ダブルス 優勝（水谷隼ペア）
- 第18回アジア卓球選手権大会 男子団体 2位

2008年
- 平成19年度全日本卓球選手権大会 男子ダブルス優勝（2連覇）（水谷隼ペア）
- 第49回世界卓球選手権団体戦（広州）男子団体 3位
- 北京オリンピック シングルス 2回戦、団体 5位

2009年
- 平成20年度全日本卓球選手権大会 男子ダブルス 優勝（3連覇）（水谷隼ペア）
- 大林カップ第14回会長杯ジャパントップ12卓球大会 男子シングルス 優勝
- 第50回世界卓球選手権個人戦 男子ダブルス 3位（水谷隼ペア）
- ITTFプロツアーチャイナオープン 男子ダブルス 優勝（水谷隼ペア）
- ITTFプロツアージャパンオープン（荻村杯）男子ダブルス 優勝（水谷隼ペア）
- 第19回アジア卓球選手権大会 団体戦 2位、混合ダブルス 3位（福原愛ペア）
- 第5回東アジア競技大会 団体戦2位・ダブルス3位（水谷隼ペア）・混合ダブルス3位（石川佳純ペア）
- ドイツカップ2009/10（DTTBファイナル4 2009）優勝＝ボルシア・デュッセルドルフとして

2010年
- 平成21年度全日本卓球選手権大会 男子ダブルス 優勝（4連覇）（水谷隼ペア）
- 第50回世界卓球選手権団体戦（モスクワ）3位
- 第16回アジア競技大会（広州）団体3位、混合ダブルス 3位（福原愛ペア）

2011年
- 平成22年度全日本卓球選手権大会 男子ダブルス 準優勝（水谷隼ペア）
- 第51回世界卓球選手権個人戦（ロッテルダム）混合ダブルス 3位（福原愛ペア）、シングルス3回戦、男子ダブルス3回戦（水谷隼ペア）
- ITTFプロツアージャパンオープン（荻村杯）男子シングルス優勝
- 第66回国民体育大会『おいでませ山口国体』卓球競技会 成年男子優勝 山口県(吉田･岸川･平野)

2012年
- 平成23年度全日本卓球選手権大会 男子ダブルス 優勝（水谷隼ペア）
- 第51回世界卓球選手権団体戦（ドルトムント）男子団体 3位
- ロンドンオリンピック 男子シングルス ベスト8
- ITTFワールドツアーグランドファイナル 男子ダブルス 準優勝（丹羽孝希ペア）

2013年
- 第52回世界卓球選手権個人戦 男子ダブルス 3位（水谷隼ペア）

2014年
- 第52回世界卓球選手権団体戦（東京）男子団体 3位

2015年
- 平成26年度全日本卓球選手権大会 男子シングルス3位、男子ダブルス 準優勝

2024年
- 全日本実業団卓球選手権大会 男子団体 準優勝

## テレビ出演
- 古田敦也のスポーツ・トライアングル　「勝利へのバックハンド 卓球 岸川聖也」（2012年7月22日、NHK BS-1）

## ラジオ出演
- MY OLYMPIC（2013年9月16日〜20日 23日〜27日、JAPAN FM NETWORK 全国NET）[3]